# Mariage à Malinovka
Pour plus de détails, voir Fiche technique et Distribution.
Mariage à Malinovka (en russe : Свадьба в Малиновке, Svadba v Malinovke) est un film musical soviétique réalisé par Andreï Toutychkine sorti en 1967,.
Il s'agit d'une adaptation de l'opérette du même nom de Boris Aleksandrov crée en 1937.

## Synopsis
Le film se déroule durant la période de la guerre soviéto-ukrainienne en 1919. Dans le village ukrainien de Malinivka, dans le sud de l'Ukraine (à l'époque province de Kherson, aujourd'hui district de Petrivskyi de la région de Kirovohrad), tout le monde attend le mariage du berger Andriy avec Iarinka, la fille de la veuve d'un révolutionnaire d'origine locale, exilé en Sibérie sous le tsar. Mais le village est attaqué par une bande du chef local autoproclamé Hrytsk. Iarinka tombe sous le charme du chef mais il essaie d'obtenir son consentement au mariage par des menaces. Effrayée, Iarinka s'enfuit vers la forêt, où s'est installé un petit détachement de cavalerie rouge des unités de Hryhoriy Kotovsky, qui effectue des reconnaissances. Iarinka demande de l'aide et le commandant du détachement, Nazar Duma, élabore un plan pour détruire l'ennemi numériquement plus important. Pour cela, Iarinka doit accepter un mariage avec le chef. Les bandits ayant trop bu lors de cette fête peuvent être facilement vaincus. L'ataman Hrytsko attend un messager du baron russe blanc Wrangel, et Nazar apparaît au mariage sous la forme d'un brillant officier russe blanc. A un certain moment, il donne un signal conditionnel à ses combattants, mais l'aide arrive trop tard, et Nazar est obligé de combattre seul son ennemi.

## Fiche technique
- Titre français : Mariage à Malinovka[4]
- Titre original : Свадьба в Малиновке, Svadba v Malinovke
- Réalisation : Andreï Toutychkine
- Scénario : Leonid Ioukhvid
- Photographie : Viatcheslav Fastovitch
- Direction artistique : Semion Malkine
- Musique : Boris Aleksandrov
- Costumes : Marina Azizyan
- Chorégraphies : Galina Chakhovskaïa
- Son : Grigori Elbert
- Montage : Maria Pen
- Rédaction : Isaak Glikman
- Production : Lenfilm
- Pays d'origine : URSS
- Langue : russe
- Format : Couleurs - 2.20 : 1  - Mono - 70 mm
- Genre : musical
- Durée : 95 minutes
- Dates de sortie : 25 septembre 1967.

## Distribution
- Vladimir Samoïlov : Nazar Douma, commandant de l'Armée rouge
- Mikhaïl Pougovkine : Iakov Boïko,
- Nikolaï Slitchenko : Petria, adjudant de Nazar Douma
- Lioudmyla Alfimova : Sophia, femme de Nazar Douma
- Valentina Nikolaïenko : Iarinka, fille de Nazar et Sophia
- Gueli Syssoïev : Andreïka
- Grigori Abrikossov : ataman Gritsian Tavritcheski
- Evgueni Lebedev : Nechipor, staroste
- Zoïa Fiodorova : Gapusia, femme de Nechipor
- Mikhaïl Vodianoï : Popandopulo, adjudant de Gritsian Tavritcheski
- Alekseï Smirnov : Smetana
- Andreï Abrikossov : Baliasny
- Tamara Nossova : Komarikha
- Emma Treïvas : Tryndytchikha
- Marharyta Krynytsyna : Ryjaïa

## Tournage
Le tournage du film Mariage à Malinovka s'est déroulé dans le village de Khorochky et a impliqué de nombreux habitants.